# Efraín Camargo Ruiz
Efraín Camargo Ruiz (Paipa, 6 de enero de 1947-Bogotá, 8 de abril de 2003) fue un periodista y presentador de noticias colombiano. Su trayectoria fue marcada por su adicción a las drogas que lo alejó de su rol.

## Biografía
Efraín Camargo nació en Paipa Boyacá, donde fue hijo de Sergio Camargo y Claudia Ruiz. Estudió electricidad, instalación y mantenimiento, en el Servicio Nacional de Aprendizaje pero nunca lo ejerció la profesión. Su vocación lo llevó a estudiar periodismo y animación en Cúcuta. Su trayectoria comenzó como lector de noticias en La Voz de Cúcuta en 1971 hasta 1973. Se destacó por ser uno de los locutores de mayor aceptación en la audiencia colombiana. En su trayectoria debutó en la televisión en la presentación en el Noticiero Suramericana, en reemplazo de Hernán Castrillón Restrepo, luego pasó a trabajar en el Noticiero 24 Horas, donde compartió escenario con Virginia Vallejo, María Paz Oviedo, Mónica Tapias y Carlos Arturo Rueda C.
En 1985 le cambió su personalidad en su adicción a las drogas y el alcoholismo en la cual convello a residenciar en la Calle del Cartucho cerca del sector del Bronx hasta su rehabilitación en 1998 en la Fundación Hogares Claret. Después de su proceso de rehabilitación fue contactado por Álvaro García Jiménez para ser la voz oficial de Noticias RCN en RCN Televisión y RCN Radio hasta su fallecimiento en 2003. El 25 de marzo fue hospitalizado por una recaída y posteriormente sufrir derrame cerebral en la cual murió el 8 de abril de 2003 en la Clínica San Ignacio de Bogotá.